# Gardiner Greene
Gardiner Greene (Boston, 23 septembre 1753-Boston, 23 décembre 1832) est un homme d'affaires américain.

## Biographie
Fils de Benjamin Greene et Mary Chandler, il vit durant plusieurs années à Démérara où il développe un négoce dans l'expédition de cotons, de café, de rhum et de spiritueux. Il s'associe alors à William Parkinson, un propriétaire de plantation à Mahaica puis, en 1804, à William Tudor (en), Harrison Gray Otis et Jonathan Mason. 
Devenu riche, il entre à la Second Bank of the United States et à la Provident Institution for Savings in the Town of Boston (en), devient propriétaire du Boston Athenæum et s'occupe de divers organismes caritatifs.

## Famille
Il épouse en 1785 Ann Reading (1762-1786) qui meurt l'année suivante. En 1788, il épouse Elizabeth Hubbard (1760-1797) puis en 1800, Elizabeth Clarke Copley (1770-1866), fille de John Singleton Copley, qu'il avait rencontré à Londres. Sont issus de ces deux dernières femmes : 
- Mary Anne Greene (1790–1827)
- Gardiner Greene (1792–1797)
- Benjamin Daniel Greene (1793- ?)
- William Parkinson Greene (1795- ?)
- Gardiner Greene (1802–1810)
- Elizabeth Hubbard Greene (1804–1844)
- Susannah Clarke Greene (1805–1844)
- Sara Greene (1808–1863)
- John Singleton Copley Greene (1810–1872)
- Martha Babcock Greene Amory (1812–1880)
- Mary Copley Greene (1817–1892).

Il est aussi le grand-père de Gardiner Greene Hubbard et l'arrière grand-père de Mabel Gardiner Hubbard.

## Images

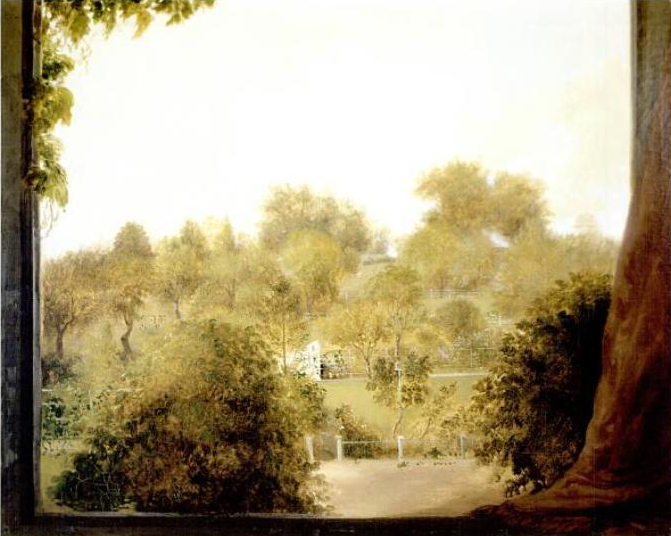
Le jardin des Greene à Pemberton Hill, Boston, entre 1803-1832
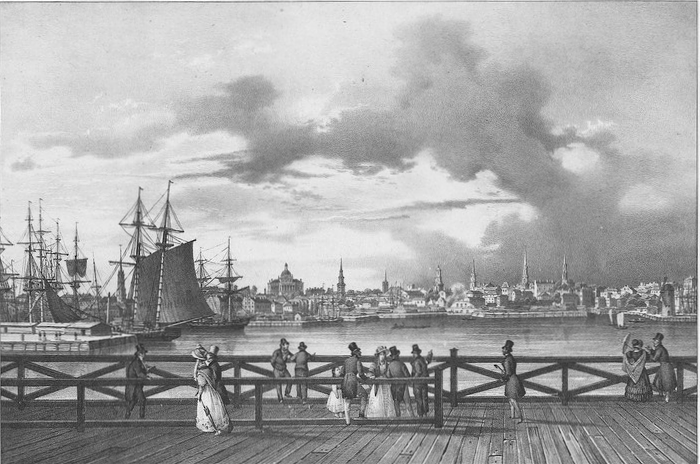
South Boston Bridge (construit 1805), un investissement de Greene
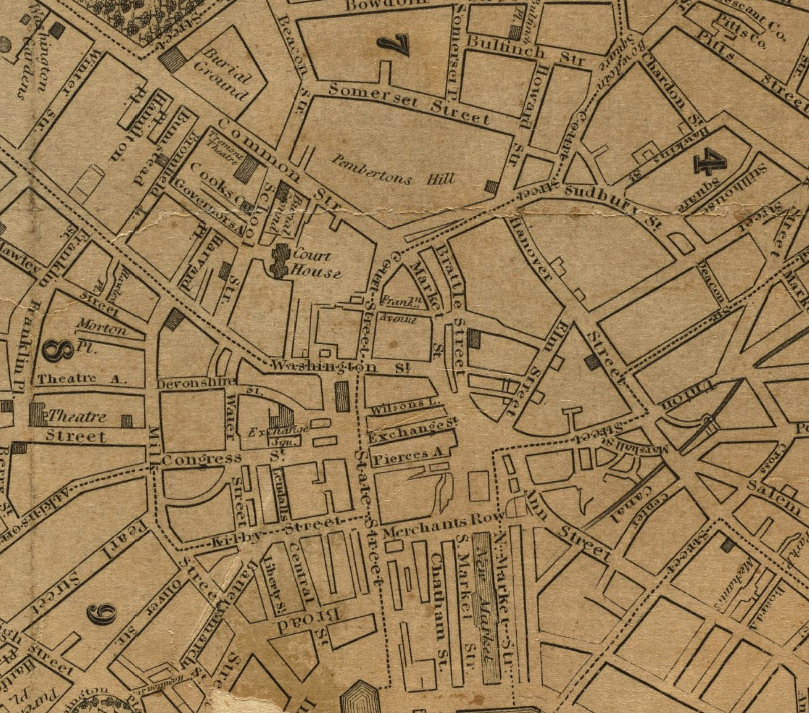
Détail d'une carte de Boston en 1829, montrant Pemberton Hill et ses environs
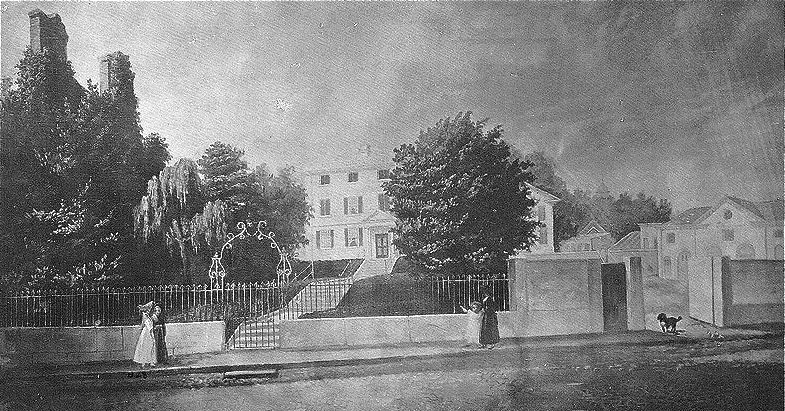
Maison de Gardiner Greene, Tremont St., Boston, par Henry Cheever Pratt, 1834
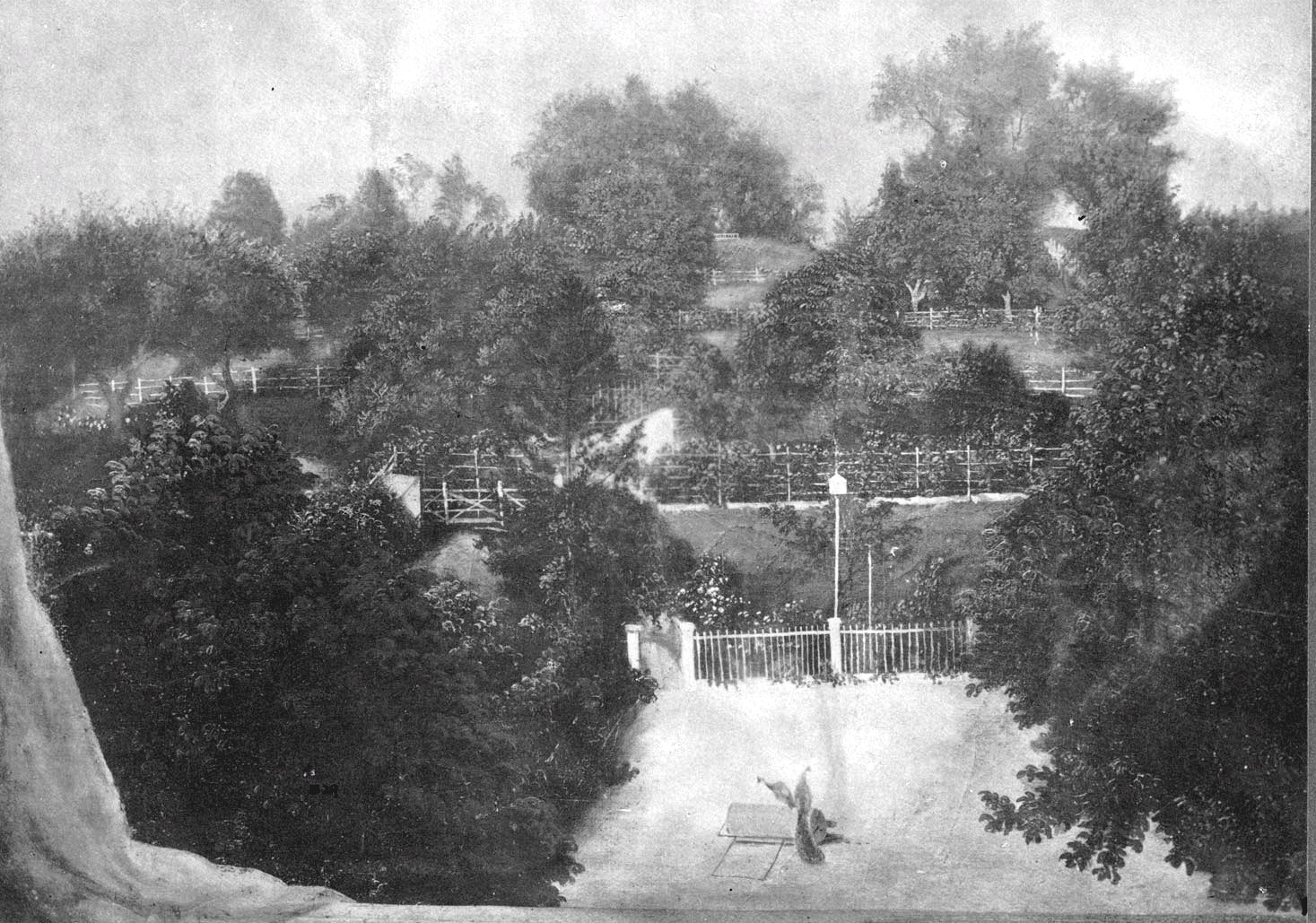
Le jardin des Greene au XIXe siècle
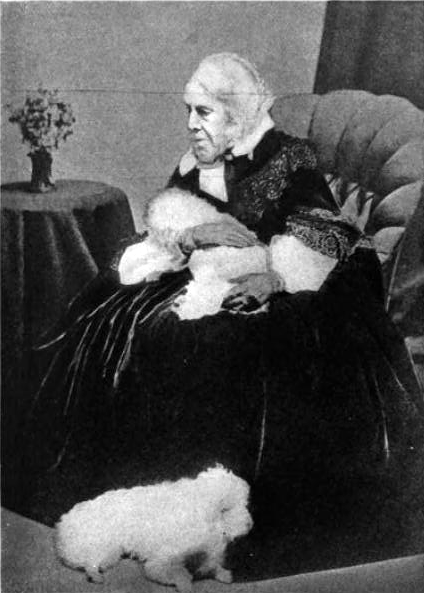
La troisième femme de Greene, Elizabeth Clarke Copley, fille du peintre John Singleton Copley